# NGC 3047
NGC 3047 je galaksija u zviježđu Sekstantu.

## Vanjske poveznice
- SEDS: NGC 3047